# Aeolis
Aeolis es el nombre de una característica de albedo sobre la superficie de Marte. La estructura forma un triángulo con el Aeolis Planum, a unos 185 185 kilómetros (115 mi) al norte y el Aeolis Mensae, aproximadamente la misma distancia al oeste. El nombre hace alusión a una isla flotante, lugar donde los vientos se guardaban en una cueva. Esta característica tiene una temperatura diurna más alta que su entorno y, al mismo tiempo, es relativamente oscura, de ahí su atributo de albedo. En el área del contraste de brillo, la arena tiene un tono más oscuro y se mezcla gradualmente con el material más claro a cada lado. En vista de que los materiales oscuros absorben la luz solar de manera más eficiente, la arena más oscura puede ser el motivo por la diferencia en temperatura de esta región en comparación con su entorno.